# Rashed Mohammed
Rashid Mohammad Omar Mohammad Musabbah, meglio noto come Rashed Mohammed (in arabo راشد محمد‎?; Dubai, 6 dicembre 1995), è un calciatore emiratino, centrocampista dell'Al-Nasr .

## Palmarès

### Club

#### Competizioni nazionali
- Coppa del Presidente degli Emirati Arabi Uniti: 1

Al Nasr: 2014-2015
- Coppa del Golfo Arabico degli Emirati Arabi Uniti: 2

Al Nasr: 2014-2015, 2019-2020

#### Competizioni internazionali
- Coppa dei Campioni del Golfo: 1

Al Nasr: 2014

### Nazionale
- Giochi asiatici: 1

2018